# خوان فرناندز (بازیکن فوتبال زاده ۱۹۹۹)
خوان فرناندز (انگلیسی: Juan Fernández؛ زادهٔ ۱۱ سپتامبر ۱۹۹۹) بازیکن فوتبال اهل اسپانیا است.
از باشگاه‌هایی که در آن بازی کرده‌است می‌توان به باشگاه فوتبال لاس پالماس اشاره کرد.